# 戴维·巴萨米安
戴维·巴萨米安（1945年—）是一位亞美尼亞裔美国广播员和作家，主要作品有采访爱德华·萨义德的《文化与抵抗——萨义德访谈录》（Culture and Resistance: Conversations With Edward W. Said）等。